# Sonata sul Salmo 94
La Sonata sul Salmo 94 in do minore è una sonata per organo scritta da Julius Reubke e basata sul testo del Salmo 94. È considerata un caposaldo della letteratura organistica romantica.
Consta di tre movimenti:

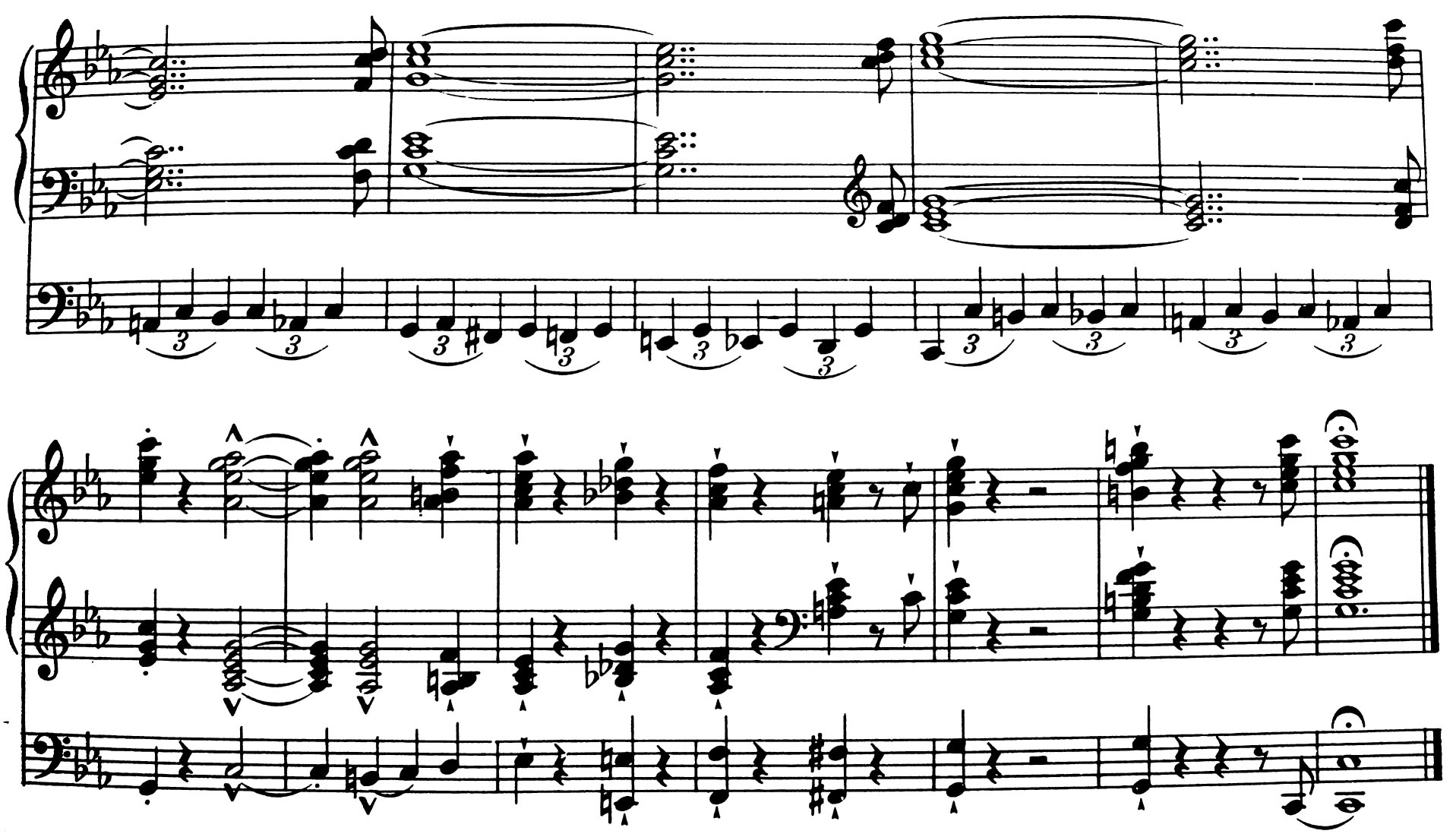
Il finale della Sonata sul Salmo 94

- I. Grave - Larghetto - Allegro con fuoco - Grave
- II. Adagio - Lento
- III. Allegro - Più mosso - Allegro assai

## Composizione
Reubke compose la sonata mentre studiava pianoforte e composizione a Weimar con Franz Liszt. Scrisse il pezzo insieme all'altra sua grande opera, la Sonata per pianoforte in si bemolle minore, e la terminò nel mese di aprile 1857. La dedicò al professor Carl Riedel e la eseguì per la prima volta sull'organo Ladegast (1853-1855) della Cattedrale di Merseburg il 17 giugno 1857.
La Sonata sul Salmo 94 è un poema sinfonico, e i tre movimenti sono collegati, ma formalmente indipendenti. Il testo del salmo influenza lo stato d'animo del pezzo. Questi versi hanno accompagnato la prima esecuzione:
(Grave - Larghetto)
1  Dio che fai giustizia, o Signore, Dio che fai giustizia: mostrati
Herr Gott, des die Rache ist, erscheine.
2 Alzati, giudice della terra, rendi la ricompensa ai superbi.
Erhebe Dich, Du Richter der Welt: vergilt den Hoffärtigen, was sie verdienen.
(Allegro con fuoco)
3 Fino a quando gli empi, Signore, fino a quando gli empi trionferanno?
Herr, wie lange sollen die Gottlosen prahlen?
6 Uccidono la vedova e il forestiero, danno la morte agli orfani. 
Witwen und Fremdlinge erwürgen sie und töten die Weisen
7 Dicono: "Il Signore non vede, il Dio di Giacobbe non se ne cura".
und sagen: der Herr sieht es nicht an der Gott Jacobs achtet es nicht.
(Adagio)
17 Se il Signore non fosse il mio aiuto, in breve io abiterei nel regno del silenzio.
Wo der Herr mir nicht hülfe, so läge meine Seele schier in der Stille.
19 Quand'ero oppresso dall'angoscia, il tuo conforto mi ha consolato.
Ich hatte viel Bekümmernis in meinem Herzen, aber deine Tröstungen ergötzen meine Seele.
(Allegro)
22 Ma il Signore è la mia difesa, roccia del mio rifugio è il mio Dio;
Aber der Herr ist mein Hort und meine Zuversicht.
23 egli ritorcerà contro di essi la loro malizia, per la loro perfidia li farà perire, li farà perire il Signore, nostro Dio.
Er wird ihnen Unrecht vergelten und sie um ihre Bosheit vertilgen.